# Klčov
Klčov (Hongaars: Kolcsó) is een Slowaakse gemeente in de regio Prešov, en maakt deel uit van het district Levoča.
Klčov telt 585 inwoners.